# Gonodactylellus micronesicus
Gonodactylellus micronesicus is een bidsprinkhaankreeftensoort uit de familie van de Gonodactylidae. De wetenschappelijke naam van de soort is voor het eerst geldig gepubliceerd in 1971 door Manning.